# Aéroport d'Andijan
L'aéroport d'Andijan (code IATA : AZN • code OACI : UTKA) est un aéroport desservant Andijan, la capitale de la province d'Andijan, en Ouzbékistan.

## Situation
| Andijan Boukhara Ferghana Karchi Namangan Navoï Noukous Samarcande Tachkent Termez Ourguentch Zarafshan |

## Compagnies aériennes et destinations
| Compagnies         | Destinations                                                                      |
| ------------------ | --------------------------------------------------------------------------------- |
| Uzbekistan Airways | Moscou-Domodédovo, Novossibirsk-Tolmatchevo, Saint-Pétersbourg-Poulkovo, Tachkent |
| VIM Airlines       | Moscou-Domodédovo                                                                 |